# Дубниця (Логойський район)
 Дубниця (біл. вёска Дубніца) — село в складі Логойського району Мінської області, Білорусь. Село підпорядковане Білоруцькій сільській раді, розташоване в північній частині області.